# Always Be There
Always Be There is een nummer uit 2022 van de Britse dj Jonas Blue en de eveneens Britse zangeres Louisa Johnson. De single werd uitgebracht op 2 september 2022 via Universal Music.
Op 21 oktober 2022 bracht de Britse dj en producer Jess Bays een remix uit op Always Be There.